# Dezyderia
Dezyderia – żeński odpowiednik imienia Dezydery. Oznacza "upragniona".
Dezyderia imieniny obchodzi razem z Dezyderym/Dezyderiuszem: 11 lutego i 23 maja.

## Imienniczki
- Dezyderia Clary (1777-1860) – królowa Szwecji i Norwegii
- Dezyderia Bernadotte (ur. 1938) – szwedzka księżniczka, baronowa Silfverschiöld